# کمیته حقیقت‌یاب سازمان ملل در مورد سرکوب معترضان در ایران
کمیته حقیقت‌یاب سازمان ملل در مورد سرکوب معترضان در ایران، کمیته حقیقت‌یابی سازمان ملل است که توسط شورای حقوق بشر سازمان ملل متحد در جریان خیزش ۱۴۰۱ ایران تشکیل شد تا دربارهٔ نقض حقوق بشر توسط جمهوری اسلامی ایران در سرکوب این خیزش اعتراضی تحقیق کند. این کمیته که سارا حسین، شهین سردار علی و ویویانا کرستیچویچ عضو آن هستند، ۲۹ آذر ۱۴۰۱ تشکیل شد و توسط سارا حسین ریاست می‌شود.

## پیش‌زمینه
پیش‌نویس قطعنامه S35/L1 شورای حقوق بشر، که پیشنهاد آلمان و ایسلند بود با ۲۵ رأی موافق، ۶ رأی مخالف و ۱۶ رأی ممتنع در پنج‌شنبه ۳ آذر ۱۴۰۱ تصویب شد. این نخستین بار در تاریخ شورای حقوق بشر سازمان ملل بود که این نهاد، نشستی ویژه دربارهٔ وضعیت حقوق بشر در ایران برگزار می‌کرد. بر اساس این قطعنامه شورای حقوق بشر موظف شد یک کمیسیون مستقل حقیقت‌یاب به منظور رسیدگی به موارد نقض حقوق بشر توسط جمهوری اسلامی ایران در جریان اعتراضات سراسری ایران تشکیل دهد.
به گفته سازمان‌های مدافع حقوق بشر، در ده هفته ابتدایی اعتراضات و تا قبل از تصویب این قطعنامه، بیش از ۴۰۰ نفر، از جمله بیش از ۵۰ کودک، کشته شدند. تعداد دقیق بازداشت‌شدگان نیز روشن نیست و برخی تخمین‌ها حاکی از بازداشت بیش از ۱۸ هزار نفر در این مدت است. اما جمهوری اسلامی در سطح بین‌المللی، کمابیش همه این گزارش‌ها را تکذیب کرده و مسئولیت کشتن معترضان را بر عهده نمی‌گیرد.

## مأموریت
مأموریت اعضای این کمیته حقیقت‌یاب مستند کردن سرکوب خیزش اعتراضی در ایران است که از ۲۵ شهریور ۱۴۰۱ آغاز شده‌است، این کمیته همچنین وظیفه دارد شواهد مربوط به نقض موازین حقوق بشر را با هدف شناسایی مقامات مسئول و پیگرد قضایی آن‌ها جمع‌آوری کند. تحقیقات باید شامل «ابعاد جنسیتی تخلفات» باشد و از بازرسان می‌خواهد تا شواهد مربوط به چنین تخلفاتی را جمع‌آوری، تجمیع، تجزیه و تحلیل و حفظ کنند تا متخلفان در آینده مورد پیگرد قانونی قرار بگیرند.
این کمیته وظیفه دارد با همه طرف‌های مربوط، از جمله دولت جمهوری اسلامی ایران، دفتر کمیساریای عالی حقوق بشر سازمان ملل متحد، گزارشگر ویژه حقوق بشر در ایران، نهادهای ذیربط سازمان ملل، سازمان‌های حقوق بشر و جامعه مدنی تعامل کند.

## اعضا
شورای حقوق بشر سازمان ملل سه‌شنبه ۲۹ آذر ۱۴۰۱ سه حقوقدان زن را به عنوان اعضای کمیته حقیقت‌یاب در مورد کشتار و سرکوب معترضان در ایران تعیین کرد. این سه حقوقدان سارا حسین، وکیل دیوان عالی بنگلادش، شهین سردار علی، استاد پاکستانی رشته حقوق و ویویانا کرستیچویچ، فعال حقوق بشر آرژانتینی، هستند.
اعضای این کمیته تا پایان پنجاه و پنجمین نشست شورای حقوق بشر که در ماه مارس ۲۰۲۴ برگزار می‌شود به کار خود ادامه خواهند داد. این کمیته ابتدا گزارش شفاهی خود را در نشست پنجاه و سوم شورا در ژوئن/ژوئیه ۲۰۲۳ و سپس گزارش جامع از یافته‌های خود را در نشست مارس ۲۰۲۴ شورا ارائه خواهد کرد.

## همکاری جمهوری اسلامی
مقام‌های جمهوری اسلامی هرگونه همکاری با کمیته حقیقت‌یاب شورای حقوق بشر را رد کرده و وزارت خارجه ایران نیز سفیر آلمان به‌عنوان کشوری که پیش‌نویس قطعنامه را تهیه کرده بود، احضار کرد. جمهوری اسلامی ایران همچنین تشکیل این کمیته را «استفاده عجولانه از سازوکارهای حقوق بشری» خوانده و وزارت خارجه ایران دولت‌های غربی و به ویژه آمریکا را به تهییج «اغتشاشات» متهم کرد.
شورای حقوق بشر در صورت همکاری نکردن جمهوری اسلامی ایران با هیئت حقیقت یاب، فعالیت این هیئت را متوقف نخواهد کرد.

## گزارش‌ها

### جنبش زن، زندگی، آزادی
چهارشنبه ۱۴ تیر ۱۴۰۲ هیئت حقیقت‌یاب در مقر سازمان ملل در ژنو، اولین گزارش شفاهی خود به شورای حقوق بشر در مورد وضعیت حقوق بشر در ایران را ارائه داد. سارا حسین، گفت حکومت ایران هنوز با این هیئت همکاری نکرده است. او با انتقاد از اینکه خانواده مهسا امینی پاسخ قانع‌کننده‌ای درباره کشته شدن دخترشان در بازداشت گشت ارشاد نگرفته و شاهد اجرای عدالت نبوده‌اند، گفت نیلوفر حامدی و الهه محمدی، دو روزنامه‌نگار دخیل در پوشش خبری این ماجرا، هنوز ۹ ماه است که در زندان هستند.
این کمیته روز جمعه ۲۴ شهریور ۱۴۰۲ در گزارش خود اعلام کرد که با گذشت یک سال از آغاز اعتراضات سراسری در ایران در پی مرگ مهسا امینی در بازداشتگاه پلیس تهران، آزار و اذیت زنان و دختران توسط مقامات حکومت در حال افزایش است.
این کمیته در جمعه ۱۸ اسفند ۱۴۰۲ اعلام کرد «تبعیض و سرکوب زنان ایران، مصداق جنایت علیه بشریت است». کمیته مستقل حقیقت‌یاب سازمان ملل به صورت شفاف تأکید نموده «بسیاری از موارد جدی نقض حقوق بشر که درگزارش حاضر تصریح شده‌اند، مصداق جنایات علیه بشریت، به‌ویژه جرایم قتل، حبس، شکنجه، تجاوز و سایر اشکال خشونت جنسی، آزار و تعقیب، ناپدیدسازی‌های قهری و سایر اعمال غیرانسانی بوده که به عنوان بخشی از یک حمله گسترده و سازمان‌یافته علیه جمعی از غیرنظامیان، یعنی زنان و دختران و سایر افراد حامی حقوق بشر، ارتکاب یافته‌اند». کمیته بر اساس «دلایل معقول» از «کلیت رفتار مقامات جمهوری اسلامی، از جمله، بیانیه‌های مقامات دولتی، ادامه یافتن بهره‌مندی مرتکبین نقض حقوق بشر از معافیت از مجازات و عدم محکومیت چنان رفتاری از سوی حکومت استنتاج می‌کند که اعمال ارتکابی در جهت پیشبرد سیاست دولت بوده است».
همچنین «کمیته به ویژه مجاب شده است که این حملات توسط و با هماهنگی نهادهای مختلف حکومت جمهوری اسلامی و سرمایه‌گذاری مقادیر قابل توجهی از منابع کشور، برنامه‌ریزی و هدایت شده و سازمان یافته‌اند».